# Kul-e Farah

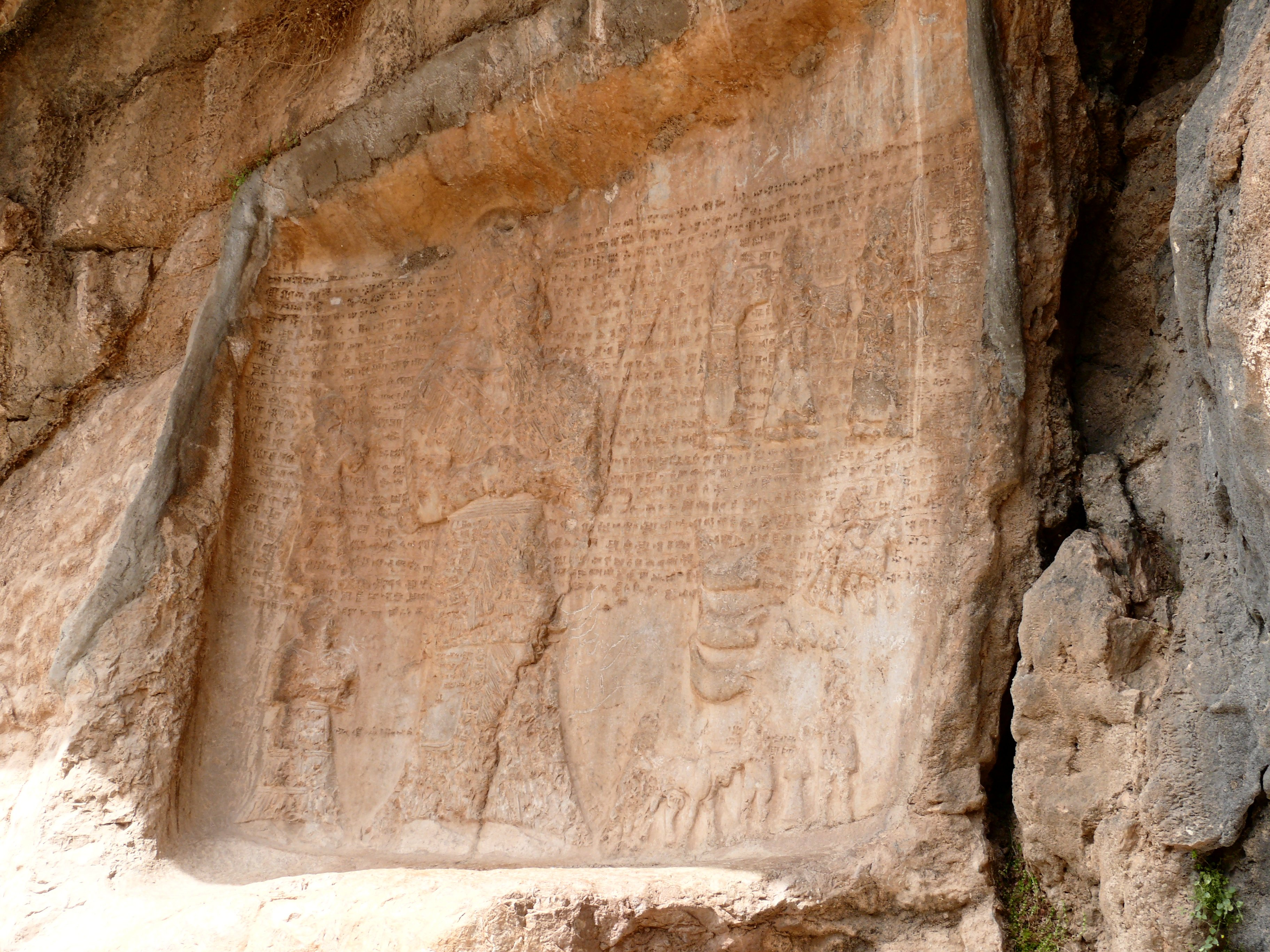
Kul-e Farah I

Kul-e Farah (o "Kul-e Fara") es un yacimiento con seis relieves en roca elamitas que se encuentran en una garganta en el lado oriental de la llanura. Kul-e Farah se encuentra cerca de la ciudad de Izeh en Juzestán, suroeste de Irán. Los relieves fueron visitados por vez primera en la investigación europea por Austen Henry Layard en 1841. Layard copió la inscripción cuneiforme de 24 líneas del relieve I, y cinco de los epígrafes cortos de alguna de las figuras.
Se ha sugerido que este es el tipo de santuario abierto para ceremonias religiosas que implicaban el sacrificio de animales. Tres están en la cara de la roca, mientras que las otras tres están en grandes peñascos. Representan escenas de sacrificio, procesiones y un banquete, y tres muestran a grupos de músicos. La inscripción en el relieve I menciona a Hanni, el hijo de Tahhi, y así se data de la época de Hanni (siglo VII a. C.). Pero los relieves pueden pertenecer a períodos diversos, con los relieves III, IV, y VI datados a finales del II o principios del I milenio a. C.

## Para saber más
- Potts, D.T. (1999). The Archaeology of Elam. Cambridge: Cambridge University Press. pp. 254–56, 302–303. ISBN 0-521-56358-5.